# Krivokapić Milorad
Krivokapić Milorad (magyar átírással: Krivokápity Milorád, szerbül: Милорад Kривокапић / Milorad Krivokapić; Zenta, 1980. július 30. –) szerb és magyar állampolgársággal is rendelkező magyar válogatott, korábbi Szerbia és Montenegró-i válogatott kézilabdázó, jelenleg a magyar férfi kézilabda-bajnokság első osztályában szereplő MOL Pick Szeged edzője.
Krivokapić Milorad Zentán (szerbül: Senta), az akkor Jugoszlávia, ma Szerbia területén található városban született. Itt kezdte el sportolói pályafutását, s mivel a családban többen is űzték a kézilabdát – nagybátyja híres játékosnak számított Jugoszláviában –, így ő is e sportágat választotta, testvérével, Markóval egyetemben. Zentai nevelőegyesületén kívül még egy jugoszláv alakulatban, az RK Jugović Kaćban játszott, mielőtt Magyarországra, a Dunaferr SE csapatához került.

## RK Jugović Kać
Milorad az 1990-es évek közepén érkezett a Jugović csapatához, amely ekkortájt összeszedte a Vajdaság legtehetségesebb fiataljait. Az ifjú titánok a jugoszláv ifjúsági kézilabda babérjaira törtek, minden korosztályos bajnoki címet megszereztek, s hamar a felnőtt csapat ajtaján kopogtattak. A siker sem maradhatott el így: az 1999/2000-es jugoszláv kézilabda-bajnokságban a csapat megszerezte a 4. helyezést, ami európai kupaindulást biztosított. A csapat a Challenge-kupában indulhatott a 2000/2001-es szezonban. E siker kivívásának részese volt az ifjú Krivokapić is.
E tehetséges generáció megmutatta képességeit, hiszen a jugoszláv kézilabda legutolsó évtizedének egyik legnagyobb sikerét érte el a fent említett nemzetközi trófea elhódításával.
Az 1. ellenfél a luxemburgi H.B. Dudelange volt. E csapatot 12, illetve 13 góllal verték meg Krivokapićék. A következő rivális az Európában is jól ismert francia US d'Ivry Handball csapata volt. A Jugović kézilabdázói 8 gólos előnyt szereztek otthonukban, így aztán egy 7 gólos vereség is belefért Franciaországban. Összesítésben 1 góllal bizonyultak jobbnak a jugoszlávok nagynevű ellenfelüknél. A 3. ellenfél az olasz SSV Forst Brixen volt, amely szintén nem tudta megállítani a jugókat. Ismét egy nagyarányú, 8 gólos győzelemnek örülhetett a kátyi közönség, s ismét belefért egy külhoni, ezúttal 4 gólos vereség. A sorozat fináléjában a svájci Pfadi Winterthur következett. Az 1. mérkőzést az alpesi országban játszották, ahol szenzációs játékkal döntetlent értek el a délszlávok. Nyilvánvaló volt, hogy hazai pályán mindent meg fognak tenni a győzelemért. A Jugović 4 gólos győzelmet aratott a visszavágón, s ezzel kupagyőztes lett. Milorad Krivokapić valamennyi mérkőzésen pályára lépett, s összesen 18 gólt szerzett.
A csapat a jugoszláv bajnokságban az 5. helyezést érte el, és a jugoszláv kupa döntőjébe is bejutott. Ennek köszönhetően újra indulhatott a Challenge-kupában az immáron címvédő együttes.
A következő évben nem sikerült a címvédés. A jó erőkből álló román Constanta volt a legelső ellenfél, amely megálljt parancsolt Krivokapićéknak. Hiába nyert 8 góllal a Jugović az 1. mérkőzésen, a romániai visszavágón 11 volt köztük. Ez utóbbi volt Milorad utolsó nemzetközi mérkőzése a jugoszláv csapatban, a következő szezonban már a Dunaferr színeiben versenyzett.

## Dunaferr SE
Krivokapić 2002. júniusában érkezett Kátyról a Duna-parti egyesülethez. Első Magyarországon töltött idényében a magyar bajnokságban bronzérmet szerzett, a magyar kupában pedig a negyeddöntőig jutott új csapatával. Nemzetközi színtéren is sikeresnek bizonyult ez az év, mivel EHF-kupa-elődöntőt játszott a magyar együttes. Mindössze 1 gólon múlt, hogy Milorad újabb nemzetközi kupa fináléjában játszhasson, de az orosz Lukoil-Gyinamo Asztrahany szerencsésebb volt. A 2003/2004-es évad újfent magyar bajnoki bronzérmet eredményezett a teljesen megfiatalodó Dunaferr csapatának, s a nemzetközi porondon, az EHF-kupában újra összecsaphatott az Asztrahannyal. Ezúttal is az oroszok bizonyultak jobbnak, csak most a negyeddöntőben került sor az összecsapásra, s a magyar alakulatnak szinte semmi esélye nem volt. A még szerb-montenegrói állampolgárságú játékos utolsó, 2004/2005-ös idényében újfent magyar bronzzal gazdagodott, s az EHF-kupában ismét negyeddöntőig menetelt csapatával. Az ellenfél Németországból érkezett, s az Európa-szerte híres VfL Gummersbach már a dunaújvárosi odavágón eldöntötte a továbbjutást. A 9 gólos hátrányt már nem tudták ledolgozni Krivokapićék, s a németországi visszavágón hiába nyertek 5 góllal, kevésnek bizonyult.
2005-ben ezután Milorad úgy döntött, hogy eligazol Dunaújvárosból. Kérői között német klubok, a horvát Zagreb, a szlovén Velenje és a magyar Pick Szeged volt. Utóbbi alakulat mellett tette le voksát, mivel ők kínálták a legjobb „jövőképet” számára.

## Pick Szeged
A szerb-montenegrói válogatott átlövő 25 évesen, a 2005/2006-os bajnoki szezonban érkezett a Pick Szeged kézilabda-csapatához.
„Krivó” hamar a szurkolók kedvencévé vált, az egyesület egyik legeredményesebb és legmegbízhatóbb játékosa lett. E csapat előrelépés volt számára, hiszen a legerősebb nemzetközi kézilabda-sorozatban, a Bajnokok ligájában indult ittléte minden évében. A 2005/2006-os valamint a 2007/2008-as idényében 54-54 gólt lőtt Európa nemzetközileg jegyzett csapatainak. A többi szegedi idénye is szinte mindig 30 gól körül végződött e kupasorozatban. A 2005/2006-os, valamint 2006/2007-es kupaidény sikeres volt a Pick Szeged számára, hiszen mindkét alkalommal továbbjutott csoportjából, viszont a nyolcaddöntőben a spanyol csapatok már kifogtak a magyar bajnokaspiránson. Az új lebonyolítású 2007/2008-as BL-idény is továbbjutást eredményezett a Picknek a csoportból, de az újabb csoportkör már a végállomást jelentette. Hiába verte meg egyszer mindhárom csoportellenfelét, köztük az FC Barcelonát, a dán GOG Svendborg TGI-t és a szlovén Celjét a szegedi alakulat, ez nem volt elegendő az elődöntőbe jutáshoz. Mindenesetre ez volt az egyik legsikeresebb BL-éve a Szegednek. A következő két szezon, a 2008/2009-es és 2009/2010-es már gyengébbre sikeredett, a csoportkörből sem sikerült továbbjutnia Krivokapićéknak.
A magyar nemzeti bajnokságban és kupában sikeresebb korszak következett a leendő magyar válogatott számára. Mindjárt az első évében magyar kupaaranyat szerzett együttesével, a bajnoki dobogón pedig az állandó bronz helyett ezüstöt. A következő, 2006/2007-es szezonban még nagyobb sikernek örvendhetett Krivó, mert a magyar bajnokságban ismét egy helyezéssel előrébb lépett, azaz aranyat nyert csapatával. 1996 után másodjára lett bajnok a Tisza-parti együttes. A következő három idény újra ezüstösre sikeredett a magyar bajnokságban,  a nemzetközi szinten is erős MKB Veszprém KC túl nehéz ellenfélnek bizonyult. A magyar kupában ennek ellenére még egy aranyat sikerült szerezni 2007/2008-ban, míg az ezt követő 2 évben itt is csak ezüst termett Miloradnak.
A 2008/2009-es idény végezte után a szegedi csapatnál kiütköztek a gazdasági világválság nehézségei, s felmerült a lehetősége annak, hogy több játékos mellett Krivó is elhagyja a csapatot. Mindenesetre a kézilabdázó végül engedett a szívének, s kisebb bérezés mellett is maradt szeretett klubjában a 2009/2010-es bajnoki szezonra. Mint később kiderült, ez volt az utolsó Szegeden töltött szezonja, ezután a szlovén RK Cimos Koperbe igazolt. Utolsó mérkőzése Pick-játékosként két ok miatt is emlékezetes marad. E meccs a 2009/2010-es Magyar Kupa fináléja volt, amelyen a csapat emberfeletti teljesítményt nyújtva majdnem megszerezte az említett trófeát. Milorad 10 gólt lőtt a Veszprém együttesének, amely nem volt elég a győzelemhez. A rendes játékidőben az eredmény 27-27 volt, a büntetőpárbajban a bakonyi együttes bizonyult jobbnak. A másik ok sajnos egy súlyos sérülés volt. Egy ütközés nyomán mélyvénás trombózis alakult ki a játékos lábában, amely akár a további pályafutását is veszélybe sodorhatta volna. Szerencsére, gyorsan javult a válogatott állapota, így nem kellett felhagynia a kézilabdázással. 
2010. május 25-én a koperi klub hivatalos honlapja közölte, hogy szerződést kötött Krivokapić Miloraddal. A felek 2 éves együttműködésben állapodtak meg.

## RK Cimos Koper
A 2010-ben 30. életévét betöltő kézilabdázó jó döntést hozott azzal, hogy új csapatba szerződött: a sérüléséből sikeresen felépülő Milorad történelmi sikerek részese lehetett új gárdájában. A Cimos Koper a 2010/2011-es szezonban mind a hazai, mind  a nemzetközi porondon helytállt, s aranyérmekkel örvendeztette meg a szurkolóit. A szlovén nemzeti bajnokságban 32 mérkőzésből 27 győzelmet, 1 döntetlent és 4 vereséget elkönyvelve gyűjthette be históriája első aranyérmét a Cimos, a Gorenje Velenje és a Celje együttesét megelőzve. A szlovén kupában is hasonló sikert könyvelhetett el az együttes. A hazai kupa elődöntőjében a Celjét búcsúztatták (Cimos Koper - Celje 29:27), a döntőben a Gorenje Velenjét verték meg a koperiek (Cimos Koper – Gorenje Velenje 22:20). Ez volt a szlovén egylet történetének harmadik kupagyőzelme. A nemzetközi színtéren, a Challenge-kupában is helytállt a délszláv alakulat. A döntőben a portugál Benficát legyőzve érte el első nemzetközi kupasikerét a Koper (Benfica – Koper 27:27, illetve Koper – Benfica 31:27). A következő szezonban ismét a legrangosabb nemzetközi kupasorozatban, a Bajnokok Ligájában szerepelhet a szlovén gárda

## Válogatottság
Milorad mielőtt magyar válogatott lett, a szerb-montenegrói válogatottnak is tagja volt. Első nagy világeseménye a 2004-es szlovéniai Európa-bajnokság, az utolsó a 2006-os svájci rendezésű Eb volt a szerb-montenegrói válogatott színeiben. Ez utóbbi tornán a 9. helyen végzett csapatával. Krivó és a csapat számára Svájc nem a 9. helyről, hanem egy botrányról  maradt emlékezetes. 2006 februárjának második napján a szerb-montenegrói csapat a horváttal ütközött meg. A horvátok szempontjából még igen sok jelentősége volt ennek a mérkőzésnek, hiszen a 2. számú középdöntő megnyerése esetén a csapat 1. helyen, kiemeltként jutott volna az elődöntőbe. Ha veszítettek volna szerb-montenegrói testvérnépükkel szemben, csak a 2. helyen jutottak volna be az elődöntőbe, s erősebb ellenfelet kaptak volna a döntőbe jutásért. A szerb-montenegrói alakulat szempontjából már nem volt tétje a mérkőzésnek, mivel biztos volt, hogy a 2. számú középdöntő csoportjának 5. helyén végeznek. Szerb-montenegró vezetőedzője, Veselin Vujović több játékos elmondása szerint arra próbálta rávenni játékosait, hogy hagyják nyerni a horvátokat. E meccs után sorozatban kezdték el lemondani a válogatottságot a szerb játékosok, köztük olyanok, mint a csapatkapitány Žikica Milosavljević, a kapus Danijel Šarić valamint a Krivokapić testvérek. Ezután Veselin Vujović távozott posztjáról, s a helyzet látszólag megoldódott. Milorad ezután még felhúzta magára az immáron csak szerb játékosokból álló szerb válogatott mezét, de a 2007-es világbajnokságra nem sikerült kijutnia csapatával.
Közben 2006-ban a magyar felmenőkkel is rendelkező sportoló magyar állampolgárságot kapott.
Legutolsó alkalommal tehát, 2006-ban, egy Csehország elleni világbajnoki pótselejtezőn szerepelt szerb színekben Krivokapić, így a Nemzetközi Kézilabda Szövetség által előírt 3 éves korlát leteltéig más válogatottban nem szerepelhetett. Miután ez az idő eltelt, a magyar édesanyától származó játékos meghívást kapott a magyar válogatottba Csoknyai István szövetségi kapitánytól. E meghívásnak örömmel tett eleget, mivel a szerb válogatottban nem kívánt többet szerepelni.
A Pick kézilabdázója legelőször a 2009. szeptember 19-ei, Románia elleni, Marian Cozma-emlékmérkőzésen ölthette magára a magyar címeres mezt. Debütálása álomszerűre sikeredett, a magyar csapat legeredményesebb játékosa lett 9 góljával. A mérkőzés e bőséges gólátlag ellenére 1 gólos magyar vereséggel végződött. Az eredmény 31–30 lett Románia javára. Miután az egyik legjobb magyar jobbátlövő, a Barcelona csapatában szereplő Nagy László nem kívánt pályára lépni a magyar válogatottban, megnyílt Krivó előtt a lehetőség, hogy állandó tagja legyen a magyar válogatottnak. A 2009. októberében rendezett Pannon-kupán 3 válogatott meccsen újra pályára lépett Krivokapić, ahol Tunézia ellen 3, Szerbia ellen 2, Románia ellen pedig 1 gólt szerzett. A csapat Szerbia mögött a 2. helyen végzett a Pannon-kupán. Miután Mocsai Tamás is lemondta a magyar válogatottságot, gyakorlatilag csak Laluska Balázs, valamint Krivokapić Milorad állt a szövetségi kapitány rendelkezésére a jobbátlövői poszton. Nyilvánvalóvá vált, hogy mivel más minőségi játékosok nincsenek erre a posztra, Krivó tagja lesz a 2010-es ausztriai Európa-bajnokságon szereplő magyar válogatottnak. Azt megelőzően a magyar válogatott még részt vett egy nemzetközi megmérettetésen, az ausztriai Interwetten-kupán. E tornán az ellenfelek sorrendben: Horvátország, Lengyelország és Ausztria voltak, ellenük Milorad 4, 5 illetve 2 gólt szerzett. A csapat összesítésben a harmadik helyen végzett. Ezután következett az Európa-bajnokság, melyen mindössze 3 mérkőzés jutott az „új” magyar válogatottnak. Krivokapić a franciák elleni mérkőzésen a csapat egyik legjobbja volt, 6 gólt lőtt Thierry Omeyer kapujába. A következő, spanyolok elleni mérkőzésen szintén a csapat egyik legjobbjának bizonyult, ám 5 gólja sajnos nem volt elég a döntetlenhez sem. A csehek elleni mérkőzésén 3 gólt szerzett. Azóta sajnos sérülése, a mélyvénás trombózis, megakadályozta abban, hogy bővítse válogatottságának, valamint góljainak számát.

## Krivokapić eddigi mérkőzései a magyar válogatottban
| Időpont       | Helyszín     | Mérkőzés típusa                        | Ellenfél      | Végeredmény   | Krivokapić góljainak száma |
| ------------- | ------------ | -------------------------------------- | ------------- | ------------- | -------------------------- |
| 2009. 09. 19. | Nagyvárad    | Barátságos, Marian Cozma-emlékmérkőzés | Románia       | 30–31 (16–16) | 9                          |
| 2009. 10. 29. | Pápa         | Barátságos, Pannon-kupa                | Tunézia       | 28-28 (15-13) | 3                          |
| 2009. 10. 30. | Balatonfüred | Barátságos, Pannon-kupa                | Szerbia       | 25-30 (13-16) | 2                          |
| 2009. 10. 31. | Veszprém     | Barátságos, Pannon-kupa                | Románia       | 31-28 (21-15) | 1                          |
| 2010. 01. 07. | Bécsújhely   | Barátságos, Interwetten-kupa           | Horvátország  | 30-30 (16-13) | 4                          |
| 2010. 01. 08. | Bécsújhely   | Barátságos, Interwetten-kupa           | Lengyelország | 24-31 (11-11) | 5                          |
| 2010. 01. 09. | Bécsújhely   | Barátságos, Interwetten-kupa           | Ausztria      | 26–25 (16–13) | 2                          |
| 2010. 01. 19. | Bécsújhely   | Európa-bajnokság                       | Franciaország | 29-29 (16-16) | 6                          |
| 2010. 01. 20. | Bécsújhely   | Európa-bajnokság                       | Spanyolország | 25-34 (9-17)  | 5                          |
| 2010. 01. 22. | Bécsújhely   | Európa-bajnokság                       | Csehország    | 26-33 (13-14) | 3                          |

## Eredményei játékosként

### Európa-bajnokság
Krivokapić 4 Európa-bajnokságon járt eddig. Ebből kettőn szerb-montenegrói, kettőn pedig magyar színekben versenyzett. A 2004-es sportesemény volt az első nagy megmérettetése a délszláv válogatott színeiben, mivel előtte csak kétszer húzhatta magára a jugoszláv utódállam mezét.
A délszlávokkal egy 8. és 9. helyezést ért el. Ezután már nem szerepelt nagyobb eseményen a Szerbia és Montenegró különválása után születő szerb válogatottal.
A magyar válogatottal eddig két nemzetközi tornán szerepelt, a 2010-es és a 2012-es Eb-n. Előbbin a csapat nem szerepelt jól, hiszen a csoportkörből sem sikerült továbbjutnia, utóbbin fantasztikus játékkal a címvédő, olimpiai és világbajnok franciákat is megverte.
- - 2004 Szlovénia: - 8. hely (Szerbia és Montenegró)
  - 2006 Svájc: - 9. hely (Szerbia és Montenegró)
  - 2010 Ausztria: - 14. hely (Magyarország)

### Világbajnokság
Krivokapić eddig 1 világbajnokságra jutott ki, méghozzá Szerbia és Montenegró színeiben. Csapatával az előkelő, 5. helyen végzett. A délszláv csapat 8 mérkőzésén játszott, s ezeken 25 lövési kísérletből 11 gólt szerzett. Ez 44%-os lövési hatékonyságot jelentett.
- - 2005 Tunézia: - 5. hely (Szerbia és Montenegró)

### RK Jugović Kać
- - Challenge-kupa: 2000/2001

### Dunaferr SE
- - 3 magyar bajnoki bronzérem: 2002/2003, 2003/2004, 2004/2005

### Pick Szeged
- - 1 magyar bajnoki aranyérem: 2006/2007
  - 4 magyar bajnoki ezüstérem: 2005/2006; 2007/2008; 2008/2009; 2009/2010
  - 2 magyar kupa aranyérem: 2005/2006, 2007/2008
  - 2 magyar kupa ezüstérem: 2008/2009; 2009/2010

### RK Cimos Koper
- - Challenge-kupa: 2010/2011
  - 1 szlovén bajnoki aranyérem: 2010/2011
  - 1 szlovén kupa aranyérem: 2010/2011

## Érdekességek Krivokapićról
- Ismertebb edzői: Buday Ferenc (Dunaferr SE), Kolics János (Dunaferr SE), Imre Vilmos (Dunaferr SE), Kovács Péter (Pick Szeged), Zoran Kurteš (Pick Szeged), Vladan Matić (Pick Szeged), Dragan Đukić (Pick Szeged), Veselin Vujović (Szerb-Montenegrói nemzeti válogatott), Csoknyai István (Magyar nemzeti válogatott)
- Valószínűleg Krivokapić azon kevés kézilabdázók egyike, aki régi hazája színeiben pályára lépett leendő hazája ellen, s új hazájával megküzdött a korábbi ellen is. Az első ilyen mérkőzésre 2004. január 28-án került sor, a szlovéniai Eb-n. Ekkor Milorad Szerbia-Montenergó válogatottjában 1 gólt ért el Magyarország ellen. Az eredmény baráti 29-29 lett.[54] A következő ilyen mérkőzés a 2006-os svájci Eb volt, melyen szintén megütközött a szerb-montenegrói válogatott a magyarral. A délszláv csapat soraiban ott volt Krivokapić is, de ezen a mérkőzésen nem volt eredményes Magyarország ellen.[55] A végeredmény 29-24 lett a balkáni együttes javára. Milorad magyarrá honosítása után a 2009-es Pannon-kupán lépett pályára először volt válogatottja a ellen egy barátságos mérkőzés keretében. A meccset a szerbek nyerték 30-25-re, Krivó 2 gólt szerzett szülőhazája ellen.
- Miloradnak van egy bátyja is, aki szintén profi kézilabdázó. A jelenleg spanyol Valladolidban játszó Marko 4 évvel idősebb öccsénél.[56] Az idősebb testvér az Ibériai-félszigeten töltötte pályafutása nagy részét. A két testvér játszott egymással a szerb-montenegrói válogatottban, de egymás ellen is 2 BL-mérkőzésen. Az első testvérharcra 2009. november 8-án került sor a Pick Szeged-Valladolid összecsapáson. Marko csapata 7 góllal jobbnak bizonyult a szegedi együttesnél. A spanyolok 23-30-ra nyertek Magyarországon.[57] A visszavágón, melyre 2010. február 27-én került sor, 35-35-ös döntetlen született. Mindkét mérkőzésen mindkét testvér eredményes volt.
- Milorad házas, Karmen nevű feleségétől két kisleánya született.